# 박서방
박서방(朴書房)은 강대진 감독, 조남사 각색의 1960년 흑백 영화이다.

## 줄거리
박서방은 연탄 아궁이를 수리하는 직업을 가지고 있다. 집에는 남매가 있으며, 딸은 순종하는 성품이나 아들놈은 가끔 말썽을 일으킨다. 그러나 박서방의 성실한 가정 교육에 의하여 마침내 아들도 마음을 고쳐먹고 열심히 공부하여 고등고시 합격이라는 영광을 차지하게 된다. 또한 딸은 부유한 가정의 며느리로 시집을 간다. 결국 자식들의 행복은 곧 박서방이 연탄 아궁이를 고치는 노동을 하면서도 보람으로 여기고 있는 점이다. 오늘도 박서방은 연탄 아궁이의 수리를 위해 집을 나선다.

## 개요
서민층 사회의 에피소드를 퍽도 정석적(定石的)인 표현으로 끌고 간 영화로서, 제3회 부일영화상(釜日映畵賞)에서 남우 주연상(김승호), 제8회 아시아 영화제 남우 주연상을 획득했다.

## 출연
- 김승호
- 조미령
- 김진규
- 황정순